# Astium
| ❮ | System      | Serie   | Stufe        | ≈ Alter (mya) |
| ❮ | später      | später  | später       | jünger        |
| - | ----------- | ------- | ------------ | ------------- |
| ❮ | N e o g e n | Pliozän | Piacenzium   | 2,588 ⬍ 3,6   |
| ❮ | N e o g e n | Pliozän | Zancleum     | 3,6 ⬍ 5,333   |
| ❮ | N e o g e n | Miozän  | Messinium    | 5,333 ⬍ 7,246 |
| ❮ | N e o g e n | Miozän  | Tortonium    | 7,246 ⬍ 11,62 |
| ❮ | N e o g e n | Miozän  | Serravallium | 11,62 ⬍ 13,82 |
| ❮ | N e o g e n | Miozän  | Langhium     | 13,82 ⬍ 15,97 |
| ❮ | N e o g e n | Miozän  | Burdigalium  | 15,97 ⬍ 20,44 |
| ❮ | N e o g e n | Miozän  | Aquitanium   | 20,44 ⬍ 23,03 |
| ❮ | früher      | früher  | früher       | älter         |

Das Astium, auch Astien oder Asti-Stufe ist in der Erdgeschichte eine heute nicht mehr gültige chronostratigraphische Stufe des Pliozäns (Neogen). Sie wurde sehr unterschiedlich interpretiert und musste daher aufgegeben werden.

## Namensgebung und Geschichte
Die Stufe und der Name wurden 1857 von P. de Rouviller vorgeschlagen und in die wissenschaftliche Literatur eingeführt. Sie ist nach der Stadt Asti, südöstlich von Turin (Italien) benannt.

## Korrelierung
Das Astium der Typlokalität ist durch Flachwassersedimente repräsentiert. Diese Fazies eignet sich generell nicht für die Definition einer globalen chronostratigraphischen Stufe, da die Abfolge sehr lückenhaft ist und meist keine Fossilien enthält, die über größere Entfernungen korrelierbar wären. An der Typlokalität können die Schichten des Astiums vermutlich mit dem Unter- und Mittelpliozän korreliert werden. Das entspricht in etwa den globalen chronostratigraphischen Stufen des Zancleum und des Piacenziums. Andere Autoren haben beispielsweise einen Profilabschnitt über dem Piacenzium und unterhalb dem Pleistozän als Astium bezeichnet. Dies würde heute dem Gelasium (Quartär) entsprechen. Wiederum andere Autoren setzten es mit dem Piacenzium gleich. Aufgrund der unzureichenden Definition bzw. des ungeeigneten Typprofils und der völlig unterschiedlichen Korrelationen wurde das Astium als chronostratigraphische Stufe völlig aufgegeben und wird auch nicht mehr als regionale Stufe verwendet.